# Acer pycnanthum
Acer pycnanthum är en kinesträdsväxtart som beskrevs av C. Koch. Acer pycnanthum ingår i släktet lönnar, och familjen kinesträdsväxter. Inga underarter finns listade i Catalogue of Life.